# چارلز ویلیام اندروز
 چارلز ویلیام اندروز (انگلیسی: Charles William Andrews؛ ۳۰ اکتبر ۱۸۶۶ – ۲۵ مه ۱۹۲۴) یک دیرین‌شناس بود.